# Pristimantis bicolor
Pristimantis bicolor är en groddjursart som först beskrevs av Jose Vicente Rueda-Almonacid och Lynch 1983.  Pristimantis bicolor ingår i släktet Pristimantis och familjen Strabomantidae. IUCN kategoriserar arten globalt som sårbar. Inga underarter finns listade i Catalogue of Life.